# Marge Simpson in: "Screaming Yellow Honkers"
Marge Simpson in: "Screaming Yellow Honkers", llamado Marge Simpson en: cólera al volante en España y El submarino amarillo en Hispanoamérica, es un episodio perteneciente a la décima temporada de la serie animada Los Simpson, emitido originalmente el 21 de febrero de 1999. El episodio fue escrito por David M. Stern y dirigido por Mark Kirkland.

## Sinopsis
Todo comienza cuando la Escuela Primaria de Springfield realiza un acto cómico, teatral y musical organizado por Skinner, Edna y demás funcionarios de la escuela. Después, al ver a Krusty el payaso manejando un poderoso auto, Homer decide comprarse uno igual: un Canyonero de color rojo, pero posteriormente descubre que es un modelo-F, diseñado para mujeres. Para no parecer ridículo, comienza a usar el auto de Marge, dejándole a su esposa la única alternativa de usar el Canyonero ella. 
Al principio, Marge maneja con cuidado, pero pronto descubre que con el enorme auto tiene más poder en la carretera. Luego de unos consejos de Bart, comienza a manejar cada vez con más velocidad y más bruscamente, hasta que finalmente, luego de conducir a través de una procesión fúnebre, recibe una multa de tránsito y es obligada a realizar un curso de manejo defensivo para lidiar con su violencia vial. A la salida del curso, los asistentes comienzan a discutir y Marge, enfurecida, sale manejando apresuradamente, hasta que choca accidentalmente con la pared de una prisión, provocando el escape de algunos reclusos. El jefe Wiggum, haciéndole ver a Marge el daño que había causado, le quita su licencia de conducir. 
Homer, Lisa y Bart, mientras tanto, van al zoológico ellos solos, ya que Marge, enojada por lo de su licencia, no los había querido acompañar. En el zoo, Homer le lanza un dardo a un lémur, lo cual termina desencadenado la rebelión de los animales y el escape de un grupo de rinocerontes de su jaula. Los enormes animales comienzan a perseguir a la gente, y Homer, Bart y Lisa quedan cercados por los peligrosos animales. La policía, conociendo el temperamento de Marge, va a verla y le pide que los ayude a atrapar a los rinocerontes. Ella, enojada, se niega.
Más tarde, Marge ve por televisión que los animales tenían cercada a su familia, por lo que toma su Canyonero y va hacia el zoológico. Allí, pone a salvo a Bart y a Lisa, pero Homer no logra saltar hacia el auto y es atrapado por un rinoceronte, el cual lo lleva hacia una obra en construcción. El animal luego lanza a su presa dentro de un baño químico, y con su cuerno comienza a golpearlo para matar a Homer, pero en ese momento llega Marge. Luego de hacer una maniobra brusca, logra volcar el auto, el cual se prende fuego. El rinoceronte, al ver el fuego, va a tratar de apagarlo, lo que hace que los encargados del zoológico logren atraparlo. 
Ante la pregunta de Lisa de cómo sabría si su plan daría resultado, Marge dice que había visto el programa de Stone Phillips en la NBC, en donde decían que si un Canyonero se volteaba rápidamente, podría volcarse, y, que si un rinoceronte ve fuego, va a tratar de apagarlo. Esto da pie a una promoción velada hacia esa cadena de televisión estadounidense. Los policías, al ver el éxito de Marge, la felicitan y le devuelven su licencia de conducir. 
Al final del episodio, en la versión española se puede escuchar un comunicado de Homer, animando a los espectadores a ver toda la programación de la cadena que se emite (Antena 3 Televisión), mientras alguien supuestamente le está apuntando con una pistola. Finalmente del comunicado, se pueden escuchar varios disparos. En la versión hispanoamericana, Homer dice que la NBC apesta y que vean solo FOX, dicho todo esto también bajo amenaza. También suenan unos disparos al final.

## Producción
La idea del episodio surgió de un estudio en el cual se demostró que las mujeres presentan más casos de ira de carretera que los hombres. Los nombres de los otros vendedores en el tablón de la concesionaria de autos son amigos de la escuela secundaria de Mike Scully. La película sobre ira de carretera que muestra el jefe Wiggum durante la clase para el control de la ira se titulaba originalmente "Screaming Yellow Honkers". Los productores decidieron utilizar "Screaming Yellow Honkers" en el título del episodio en lugar de la película. Esta iba a ser presentada originalmente por Troy McClure, pero el actor de voz Phil Hartman fue asesinado el año anterior. El grupo de personas que huyen del zoológico, antes que Homer, Bart, y Lisa, son caricaturas de Mike Scully, su esposa y sus hijas, quienes se ven corriendo también detrás del reporte de noticias de Kent Brockman. Los ejecutivos de la FOX se disgustaron con las referencias positivas a la NBC hechas al final del episodio. Por compromiso, los guionistas añadieron una secuencia durante los créditos finales en la cual Homer dice que la NBC es mala y la FOX buena.